# Carole Knight
Carole Knight, verh. Moore, (* 9. Juni 1957 in Middlesbrough) ist eine englische Tischtennisspielerin, die  ihre größten Erfolgen in den 1970ern und Anfang der 1980er Jahre hatte. Sie gewann mehrmals die englische Meisterschaft sowie die Commonwealth-Meisterschaften und wurde 1976 mit der englischen Mannschaft Vize-Europameister.
Einige Quellen geben als Geburtsdatum den 9. Mai 1957 an.

## Werdegang
Ihre größten Erfolge feierte Carole Knight bei den Commonwealth-Meisterschaften, wo sie sieben Medaillen gewann: 1975 und 1982 Gold mit der Mannschaft, 1979 und 1982 Gold im Doppel (mit Linda Howard bzw. Joy Grundy), 1982 Gold im Einzel, 1979 Silber im Einzel hinter Hui So Hung (Hongkong) sowie 1975 Bronze im Einzel.
1975 und 1977 nahm Carole Knight an Weltmeisterschaften teil. Dabei kam sie 1975 mit der englischen Mannschaft auf Platz fünf. Bei der 1976 erreichte sie im Mannschaftswettbewerb das Endspiel.
Sechs Titel erkämpfte sie bei den nationalen Englischen Meisterschaften. 1977, 1980 und 1982 gewann sie den Einzelwettbewerb, 1980 und 1982 siegte sie zudem im Doppel mit Anita Stevenson und 1984 wurde sie Meister im Mixed mit Skylet Andrew. 1977 wurde sie bei den Offenen englischen Meisterschaften Erste.

## Aktivitäten in Deutschland
1978 wurde Carole Knight vom deutschen Bundesligaverein VSC 1862 Donauwörth verpflichtet. Ein Jahr später wechselte sie zum TSV Kronshagen, 1980 zu TV Offenbach-Bieber und 1981 zum DSC Kaiserberg. Mit dessen Damenmannschaft wurde sie 1982 Deutscher Meister und Deutscher Pokalsieger.
1982 heiratet sie Dave Moore und trat danach unter dem Namen Carole Moore auf. Sie kehrte nach England zurück und spielte in der Premier Division, der höchsten Spielklasse in England.

## Turnierergebnisse
| Verband | Veranstaltung            | Jahr | Ort        | Land | Einzel     | Doppel    | Mixed     | Team |
| ------- | ------------------------ | ---- | ---------- | ---- | ---------- | --------- | --------- | ---- |
| ENG     | Commonwealth Meistersch. | 1982 | Bombay     | IND  | Gold       | Gold      |           | 1    |
| ENG     | Commonwealth Meistersch. | 1979 | Edinburgh  | SCO  | Silber     | Gold      |           |      |
| ENG     | Commonwealth Meistersch. | 1975 | Melbourne  | AUS  | Halbfinale |           |           | 1    |
| ENG     | Europameisterschaft      | 1976 | Prag       | TCH  |            |           |           | 2    |
| ENG     | Weltmeisterschaft        | 1977 | Birmingham | ENG  | letzte 64  | letzte 32 | letzte 64 | 7    |
| ENG     | Weltmeisterschaft        | 1975 | Calcutta   | IND  | Qual       | letzte 32 | Qual      | 5    |